# Estádio Arsenio Erico
O 'Estádio Arsenio Erico é um estádio multiuso localizado no bairro de Obrero em Assunção, Paraguai. É mais usado para partidas de futebol e é a casa do Club Nacional. Sua capacidade é de 7.500 espectadores, o que obriga o Nacional a jogar partidas de grande apelo no Estádio Defensores del Chaco. Seu nome é uma homenagem a Arsenio Erico, considerado o maior dos futebolistas paraguaios e que foi revelado no Nacional.
Em 2023 o estádio passou por reformas de modernização, com novos vestiários, novos alambrados e uma ampliação de 2.000 lugares nas arquibancadas, passando de 5.500 para os atuais 7.500 lugares 
1. ↑  «La espectacular remodelación del Arsenio Erico que Nacional ya lo quiere utilizar». El Futebolero (em espanhol). Consultado em 6 de junho de 2024
2. ↑  «Atendé cómo avanzan las mejoras en el histórico estadio "Arsenio Erico"». Crónica (em espanhol). Consultado em 6 de junho de 2024